# El aliento del diablo
El aliento del diablo és una pel·lícula en coproducció hispano-franco-belga dramàtica-històrica de 1993, dirigida per Francisco Lucio Ramos i protagonitzada per Alexander Kaidanovski, Valentina Vargas i Fernando Guillén. Tot i que concebuda com a pel·lícula d'aventures, té més de paràbola poètica-social. Va rebre un premi especial al disseny de producció al Festival Internacional de Cinema de Sant Sebastià. El guió és del propi Lucio, Manuel Gutiérrez Aragón i Elías Querejeta, i la crítica la considerà ben rodada, però llarga, avorrida i poc convincent.

## Argument
En plena Edat mitjana, Damián, un caçador mut i hàbil, emigra amb la seva família, formada per la seva bella esposa Priscilla, el seu fill mut Pablo i l'àvia Águeda, força vital. Finalment troben un lloc on viure tranquils en un bosc al nord, en un poble dominat per un noble despietat, Rodrigo, que intenta seduir Priscilla. Malgrat això s'adapten força bé al lloc, però a la mort d'Águeda el territori es torna hostil i la família ha de lluitar per la supervivència.
- Alexander Kaidanovski - Damián
- Valentina Vargas - Priscilla
- Fernando Guillén - Rodrigo
- Diana Salcedo - Águeda
- Tito Valverde - Ginés
- Alfredo Zafra - Pablo
- Francisco Maestre - Odo

## Palmarès cinematogràfic
Medalles del Cercle d'Escriptors Cinematogràfics de 1993
| Categoria         | Candidat        | Resultat  |
| ----------------- | --------------- | --------- |
| Millor fotografia | Alfredo F. Mayo | Guanyador |